# Прессана
Прессана (итал. Pressana) — коммуна в Италии, располагается в провинции Верона области Венеция.
Население составляет 2433 человека, плотность населения составляет 143 чел./км². Занимает площадь 17,72 км². Почтовый индекс — 37040. Телефонный код — 0442.
Покровителем населённого пункта считается San Rocco. Праздник ежегодно празднуется 16 августа.